# William Sousa Guedes
William Sousa Guedes, também conhecido como Corolla e Chacota (Favela de Manguinhos, Rio de Janeiro), é um homem apontado como chefe do tráfico no Morro São João, no Engenho Novo, Rio de Janeiro, com possíveis conexões com o Comando Vermelho.

## Biografia
Guedes nasceu na Favela de Manguinhos. Ele foi acusado pela polícia de ser responsável pela guerra no Morro dos Macacos, em Vila Isabel, contra o Terceiro Comando Puro e também de dar apoio a Doca da Penha para invadir comunidades na Zona Oeste. Ele era conhecido por ostentar joias nas redes sociais e treinava com fuzis e coletes à prova de bala para possíveis tiroteios.
Em janeiro de 2019, Guedes foi apontado como envolvido do assassinato de Daniel Henrique Mariotti, e foi posto uma recompensa de R$ 5 mil por informações suas.
Guedes foi apontado como um homem de confiança do Wilton Carlos Rabelo Quintanilha, o Abelha, e como o controlador do tráfico de drogas na Favela de Manguinhos. Em outubro de 2023, a polícia apreendeu 150 kg de cocaína vinda do Paraguai que estava sendo transportado pelo, entre outras pessoas, policial militar Yuri Luiz Desiderati Ribeiro, investigado por suposta ligação com Guedes. Na ocasião, Guedes já acumulava seis mandatos de prisão.
Em 29 de junho de 2024, a polícia prendeu Thiago Nascimento das Dores, conhecido como TK, em Bonsucesso, Manguinhos, suspeito de coordenar roubos de carga e de ser segurança de Guedes. Em 3 de julho, Guedes foi preso em um local dentro da Favela do Jacarezinho conhecido como Azul, em ação da Delegacia de Repressão a Entorpecentes (DRE) com apoio da Subsecretaria de Inteligência (Ssinte) e da Coordenadoria de Recursos Especiais (Core). Na ocasião, Guedes acumulava nove mandatos de prisão e 54 anotações criminais. Um dia após sua prisão, um deepfake seu tendo relações sexuais com Mel Maia viralizou na internet.